# Augochlora antonita
Augochlora antonita är en biart som beskrevs av Michener 1954. Augochlora antonita ingår i släktet Augochlora och familjen vägbin. Inga underarter finns listade.